# ريتشارد إتش إليس
ريتشارد إتش إليس (بالإنجليزية: Richard H. Ellis)‏ هو ضابط أمريكي، ولد في 19 يوليو 1919 في لوريل في الولايات المتحدة، وتوفي في 28 فبراير 1989 في Joint Base Andrews ‏ في الولايات المتحدة.